# Plantation (Irland)
Als Plantation (englisch ‚Pflanzung‘, ‚Ansiedlung‘) werden in Irland Maßnahmen des Königreichs England insbesondere in der Frühen Neuzeit bezeichnet, die die Ansiedlung englischer, schottischer (→ Ulster-Schotten) und walisischer Einwanderer auf Großbritanniens Nachbarinsel zum Ziel hatten.
Erste Versuche, Briten in Irland anzusiedeln, gab es bereits unter Heinrich VIII. (1509–1547) und vor allem unter Elisabeth I. (1558–1603). Diese fanden auf dem Gebiet der heutigen irischen Countys Offaly und Laois statt. Weitere plantations waren später die Munster Plantation (nach der historischen Provinz Munster in Südirland; spätes 16. Jh.) und vor allem die Ulster Plantation (nach der historischen Provinz Ulster in Nordirland; frühes 17. Jh.).

## DieUlster Plantation
Während die für intensivere Landwirtschaft ungünstige historische irische Provinz Connacht (Nordwestirland) von Plantations weitgehend verschont blieb, war die Ulster Plantation diejenige, die aus englisch-schottischer Sicht langfristig am erfolgreichsten war. Sie ist als eine der Hauptursachen für den heutigen Nordirlandkonflikt in die Geschichte eingegangen.
In den Jahren 1603 bis 1660, nach der irischen Niederlage gegen das Königreich England im Neunjährigen Krieg (zu dieser Zeit England bereits in Personalunion mit dem Königreich Schottland befindlich) und der damit verbundenen „Flucht der Grafen“ von der irischen Insel, wurden Engländer und Schotten protestantischen Glaubens in die Ulsterregion teils zwangsumgesiedelt, teils materiell angelockt. Diese Ansiedlung von vielfach wohlhabenden, bereits ansatzweise industriell geprägten Protestanten in einer Gegend mit vorwiegend armen, bäuerlichen Katholiken legte den Grundstein des Jahrhunderte andauernden Konflikts zwischen den unterschiedlichen Bevölkerungsteilen. Hieraus wird deutlich, dass der Nordirlandkonflikt zuallererst nationalistisch-imperialistische bzw. -kolonialistische Wurzeln hat; die heute so prominenten religiösen Konflikte zwischen alteingesessenen irischen Katholiken und umgesiedelten britischen Protestanten sind mehr Folge dieser historischen britischen Politik als Ursache.